# Shin-Tanna-Tunnel
Der Shin-Tanna-Tunnel (jap. 新丹那トンネル; Shin-Tanna tonneru) ist ein Eisenbahntunnel auf der japanischen Insel Honshū. Er liegt in der Präfektur Shizuoka an der von JR Central betriebenen Schnellfahrstrecke Tōkaidō-Shinkansen. Der zweigleisige Tunnel ist 7,959 km lang und verbindet Atami mit Kannami. Dabei führt er am nördlichen Rand der Izu-Halbinsel durch tektonisch instabile Ausläufer des Vulkans Taga mit mehreren Verwerfungen. Nachdem die Bauarbeiten im August 1941 begonnen hatten, ruhten sie fast zwei Jahrzehnte lang. Schließlich wurde der Tunnel am 1. Oktober 1964 eröffnet.
Parallel dazu verläuft der 1934 eröffnete Tanna-Tunnel der Tōkaidō-Hauptlinie.

## Geschichte
1934 war der Tanna-Tunnel nach 16-jähriger Bauzeit eröffnet worden. Der Ausbruch des Pazifikkriegs drei Jahre später hatte eine enorme Zunahme des Güterverkehrs zur Folge, der zum Teil zulasten des Personenfernverkehrs ging. Aus diesem Grund begann das Eisenbahnministerium 1939 mit den Planungen für eine normalspurige „neue Stammstrecke“ (jap. 新幹線, Shinkansen). Sie sollte Tokio mit Shimonoseki verbinden, um den Gütertransport zum asiatischen Festland zu erleichtern; angedacht war auch ein daran anschließender Tunnel nach Korea. Zum Projekt gehörte auch ein zusätzlicher Tunnel zwischen Atami und Kannami, die Bauarbeiten begannen im August 1941. Ingenieure und Arbeiter lebten beim westlichen Tunnelportal in einer neu errichteten Siedlung namens Shinkansen, die heute noch diesen Namen trägt. Aufgrund des zunehmend schlechteren Kriegsverlaufs mussten die Arbeiten im Jahr 1943 eingestellt werden. Auf der Ostseite war bis zu diesem Zeitpunkt 647 m weit gebohrt worden, auf der Westseite 1433 m.
Ein Jahrzehnt nach Kriegsende plante die Japanische Staatsbahn eine neue Schnellfahrstrecke, die Teile der früheren Shinkansen-Pläne aufgriff. Zu diesem Zweck nahm man 1959 die Bauarbeiten am Shin-Tanna-Tunnel wieder auf. Im Gegensatz zum Tanna-Tunnel verliefen diese weitgehend problemlos. Dafür verantwortlich waren neue Erkenntnisse über die schwierigen geologischen Verhältnisse und die Anwendung der Neuen Österreichischen Tunnelbaumethode. Nach vier Jahren und vier Monaten waren die Arbeiten abgeschlossen und der Tunnel konnte am 1. Oktober 1964 zusammen mit dem restlichen Tōkaidō-Shinkansen eröffnet werden.